# Servio Fulvio Flacco
Servio Fulvio Flacco  (in latino Servius Fulvius Flaccus; fl. II secolo a.C.) è stato un politico e militare romano.

## Biografia
Eletto console nel 135 a.C. con Quinto Calpurnio Pisone, fu inviato dal Senato in Illiria per sottomettere i Vardeni . Cicerone lo elogia e lo definisce letterato e uomo eloquente . Fu anche accusato di incesto e venne difeso da Caio Curione. Grazie al ricavato della vendita del bottino conquistato in Illiria, finanziò la costruzione di un muro di terrazzamento che ampliò il santuario di Diana Tifatina a Capua.